# Michaił Mil
Michaił Leontjewicz Mil (ros. Михаил Леонтьевич Миль; ur. 9 listopada?/22 listopada 1909 w Irkucku; zm. 31 stycznia 1970 w Moskwie) – radziecki konstruktor lotniczy, Bohater Pracy Socjalistycznej (1966).

## Życiorys
W 1926 rozpoczął studia w nowoczerkaskim instytucie lotniczym. Jeszcze jako student brał udział w pracach nad pierwszym radzieckim wiatrakowcem KASKR-1 w 1930. Po zakończeniu studiów w 1931 rozpoczął pracę w Centralnym Instytucie Aerohydrodynamicznym w zakładzie wiropłatów. W latach 1935–1936 współtworzył zespół budujący wiatrakowce A-12 i A-15, największe zbudowane przed wojną maszyny tego typu. W tym czasie pracował również naukowo w dziedzinie aerodynamiki i sterowności wiropłatów.

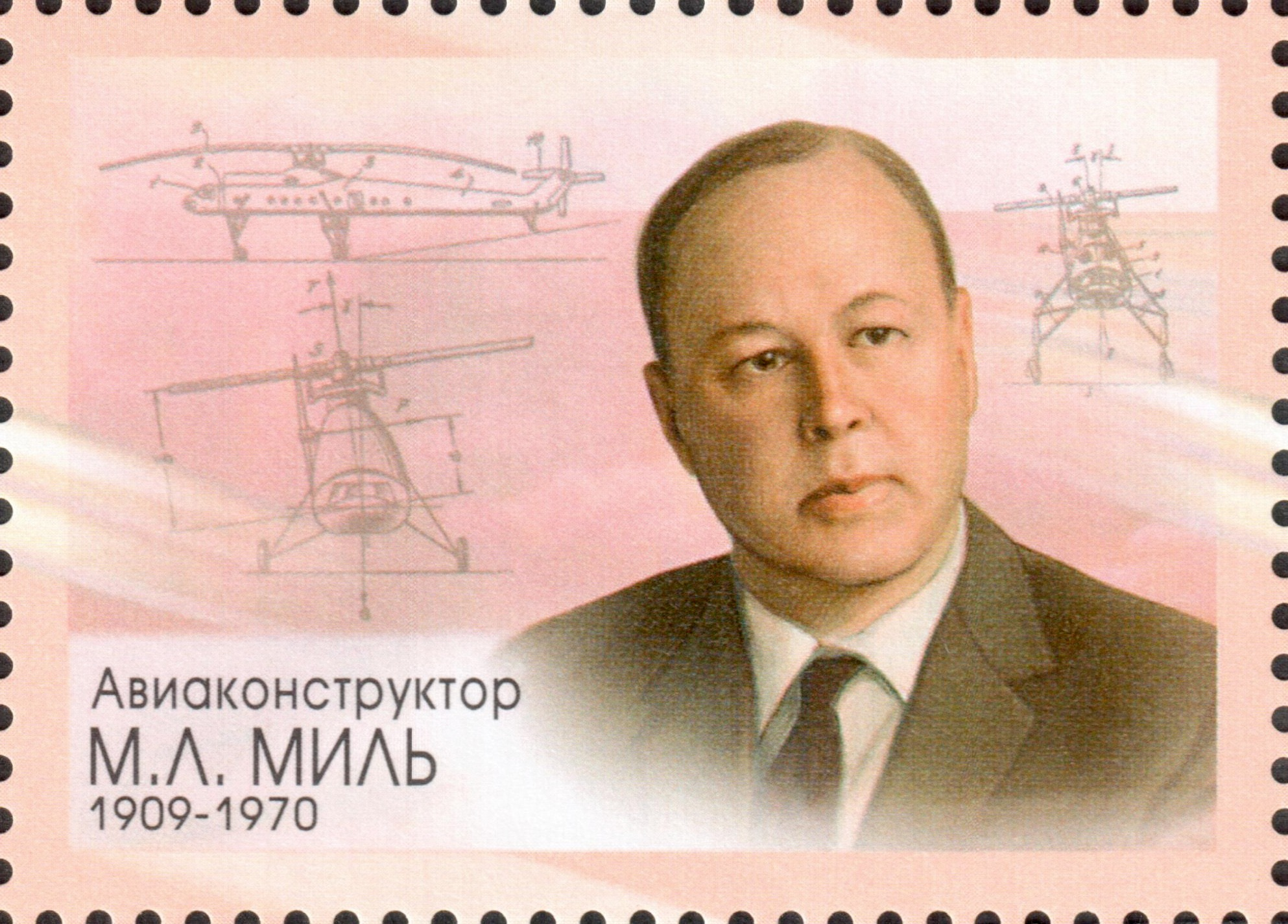
Michaił Mil na przywieszce do znaczka wydanego przez pocztę rosyjską

Po ataku III Rzeszy na ZSRR Mil został inżynierem 1. Lotniczej Eskadry Wiatrakowców, która korygowała ogień ciężkiej artylerii oraz wykonywała nocne loty poza linię frontu. W 1943 wrócił do Centralnego Instytutu Aerohydrodynamicznego, gdzie pracował nad poprawą sterowności i stateczności samolotów. W 1943 r. uzyskał stopień doktora, w 1945 r. stopień doktora habilitowanego, i w Instytucie został kierownikiem laboratorium śmigłowców.
W 1947 został głównym konstruktorem powstającego biura konstrukcyjno-doświadczalnego śmigłowców. Spod jego ręki wyszły takie konstrukcje, jak Mi-1 (SM-1), Mi-2, Mi-4, Mi-6, Mi-8, Mi-10, Mi-12. Niepowodzenia z ostatnią konstrukcją (Mi-12) były przyczyną problemów zdrowotnych M. Mila i jego przedwczesnej śmierci. Po jego śmierci szefem Biura Konstrukcyjnego został Marat Tiszczenko, biuro działa nadal, a wszystkie konstrukcje otrzymują oznaczenia „Mi”. Do konstrukcji z rodziny Mi można doliczyć: Mi-14, Mi-17, Mi-24 i Mi-26 – największy obecnie użytkowany śmigłowiec na świecie.